# Eddy Hoost

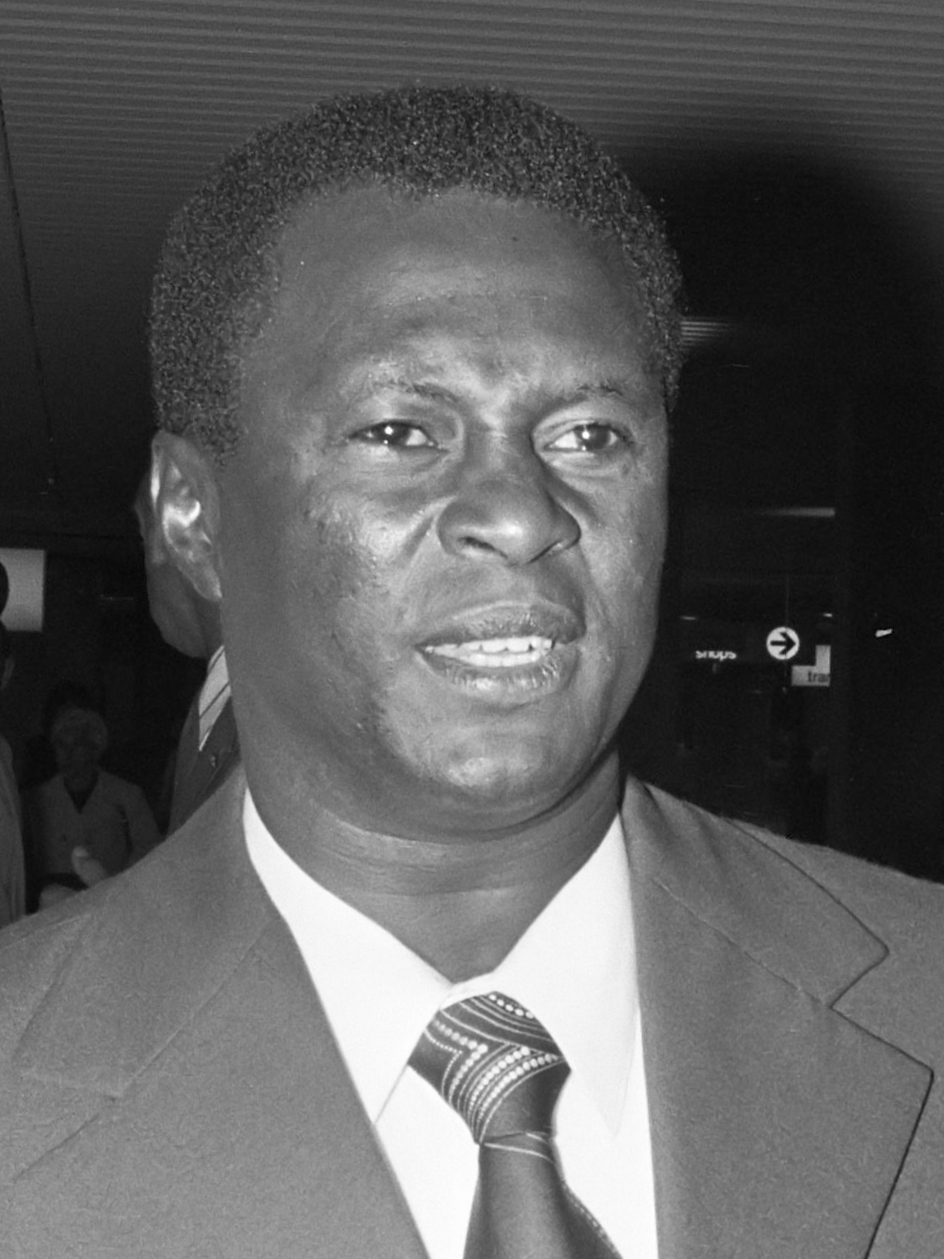
Eddy Hoost (1975)

Edmund Alexander (Eddy) Hoost (21 oktober 1934 – Paramaribo, 8 december 1982) was een Surinaams politicus en advocaat.
Hoost studeerde aan de Rechtsschool in Suriname bij Hugo Pos, net als Harold Riedewald met wie hij bevriend raakte. Hij was in 1970 medeoprichter van de vakbond Centrale-47 (C-47), een tegenhanger van de meer aan de Nationale Partij Suriname gelieerde Moederbond, waarvan Eddy Bruma voorzitter werd. Hoost werd in 1973 namens de Partij Nationalistische Republiek (PNR) minister van Justitie en Politie in het eerste kabinet-Arron, terwijl zijn partijgenoot Bruma minister van Economische Zaken werd. Hij stelde onder andere een commissie in die het opheffen van de handelsonbekwaamheid van gehuwde vrouwen in Suriname moest onderzoeken.
De PNR was voorstander van een snelle onafhankelijkheid voor Suriname die in 1975 volgde. Hoost was in de aanloop naar die onafhankelijkheid betrokken bij de onderhandelingen met Nederland waarbij de overgang naar een eigen defensie een belangrijk onderdeel vormde. Vanaf 1954 tot de onafhankelijkheid was Suriname, net als Nederland en de Nederlandse Antillen, officieel een gelijkwaardige partner binnen het Koninkrijk der Nederlanden, maar Buitenlandse Zaken en Defensie waren koninkrijksaangelegenheden. Zaken als de overgang van TRIS (Troepenmacht in Suriname) naar een nieuw te vormen Surinaams leger moesten dus tijdig geregeld worden. Na de onafhankelijkheid op 25 november 1975 was Hoost tevens Coördinerend minister van Defensieaangelegenheden.
Na de verkiezingen van 1977 kwam de PNR niet meer terug in het parlement, waarna Hoost terugkeerde in de advocatuur.

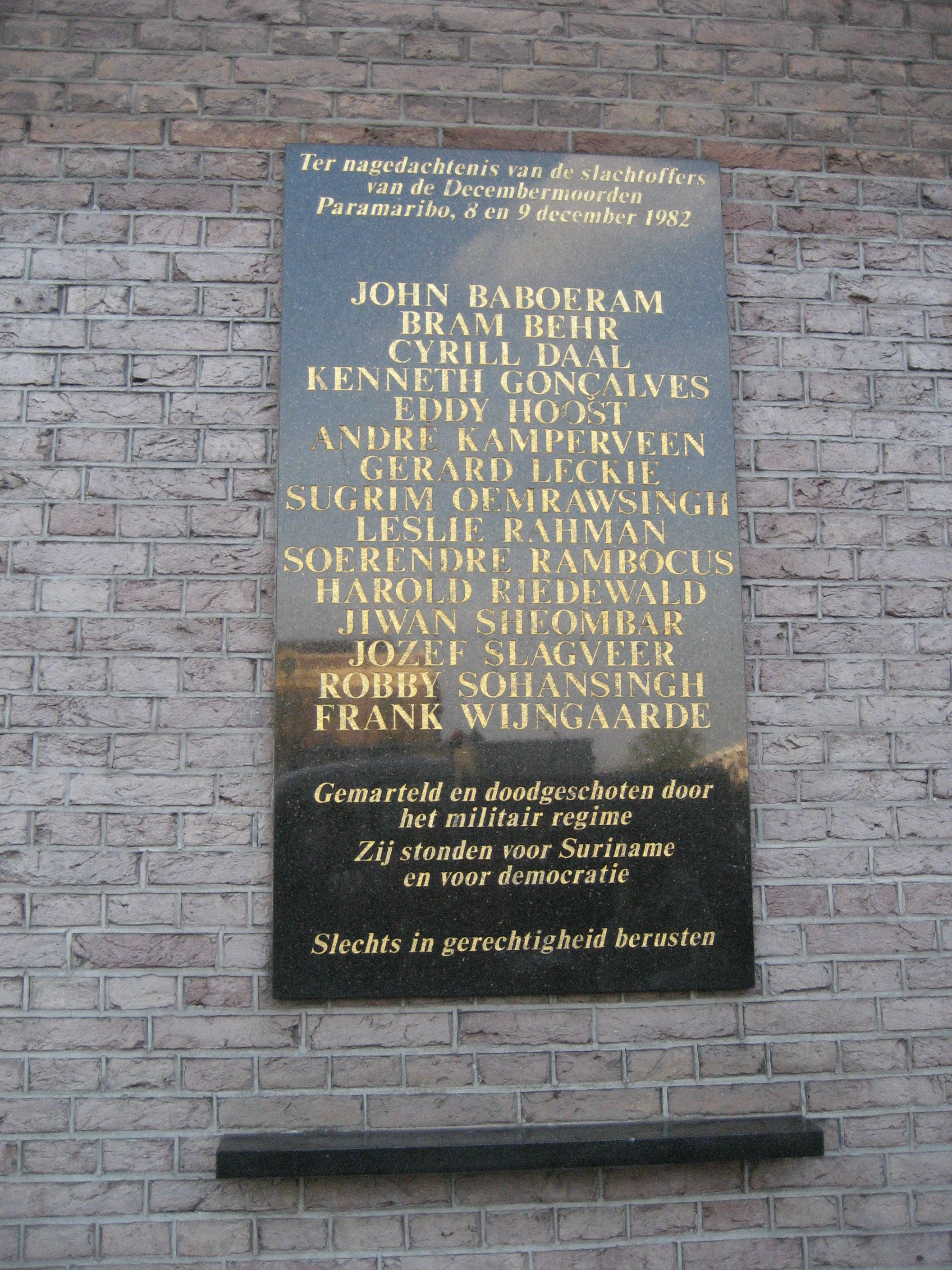
Herdenkingsplaquette in Amsterdam met de namen van de slachtoffers van de Decembermoorden

In 1980 vond in Suriname de Sergeantencoup plaats onder leiding van Desi Bouterse. Op 11 maart 1982 volgde een tegencoup door onder andere de officieren Soerinder Rambocus, Jiwansingh Sheombar en Wilfred Hawker. Toen die tegencoup mislukte werd Hawker doodgeschoten terwijl Rambocus en andere betrokkenen werden gearresteerd. Als advocaat behoorde Hoost samen met John Baboeram en Harold Riedewald tot de verdediging van Rambocus toen deze voor de krijgsraad moest verschijnen. Op 3 december veroordeelde de krijgsraad Rambocus tot 12 jaar gevangenisstraf met dwangarbeid.
In de vroege ochtend van 8 december werden Hoost, Baboeram, Riedewald en nog 11 anderen opgepakt en opgesloten in Fort Zeelandia terwijl Sheombar en Rambocus vanuit de Santo Boma gevangenis respectievelijk de Memre Boekoe Kazerne naar Fort Zeelandia werden overgebracht. Van deze 16 personen werden er 15 op 8 december doodgeschoten wat bekendstaat als de Decembermoorden. Fred Derby is de enige overlevende van die groep. Volgens de officiële lezing waren ze opgepakt vanwege een staatsgreep die later dat jaar zou plaatsvinden en waren ze tijdens een vluchtpoging doodgeschoten. Derby vertelde tijdens een interview in 2000 dat er sprake was van een soort tribunaal bestaande uit Bouterse, Paul Bhagwandas en soms ook Roy Horb. In de cel waar Derby zat, zaten nog tien andere personen. Van de zeven personen die voor hem voor het tribunaal moesten verschijnen, kwam alleen Hoost terug naar die cel. Na het horen van repeterende schoten concludeerde Derby dat de andere waren doodgeschoten. Toen Derby uiteindelijk te horen kreeg dat hij mocht vertrekken, vroeg hij om Hoost, Wijngaarde en Riedewald eveneens vrij te laten. Hierop kreeg hij te horen dat hij blij moest zijn dat hij nog leefde. De volgende dag bleken ook die laatste drie dood te zijn.
 Hoost ligt begraven op de begraafplaats Mariusrust in Paramaribo.
Romeo Hoost, een neef van Eddy Hoost, is voorzitter van het Comité Herdenking Slachtoffers Suriname dat in samenwerking met het Mozeshuis een jaarlijks herdenking organiseert in de Amsterdamse Mozes en Aäronkerk waar zich buiten aan de zijmuur een plaquette bevindt met de namen van de vijftien slachtoffers.
John Baboeram ·
Bram Behr ·
Cyrill Daal ·
Kenneth Gonçalves ·
Eddy Hoost ·
André Kamperveen ·
Gerard Leckie ·
Sugrim Oemrawsingh ·
Lesley Rahman ·
Soerinder Rambocus ·
Harold Riedewald ·
Jiwansingh Sheombar ·
Jozef Slagveer ·
Robby Sohansingh ·
Frank Wijngaarde